# Sportklettern

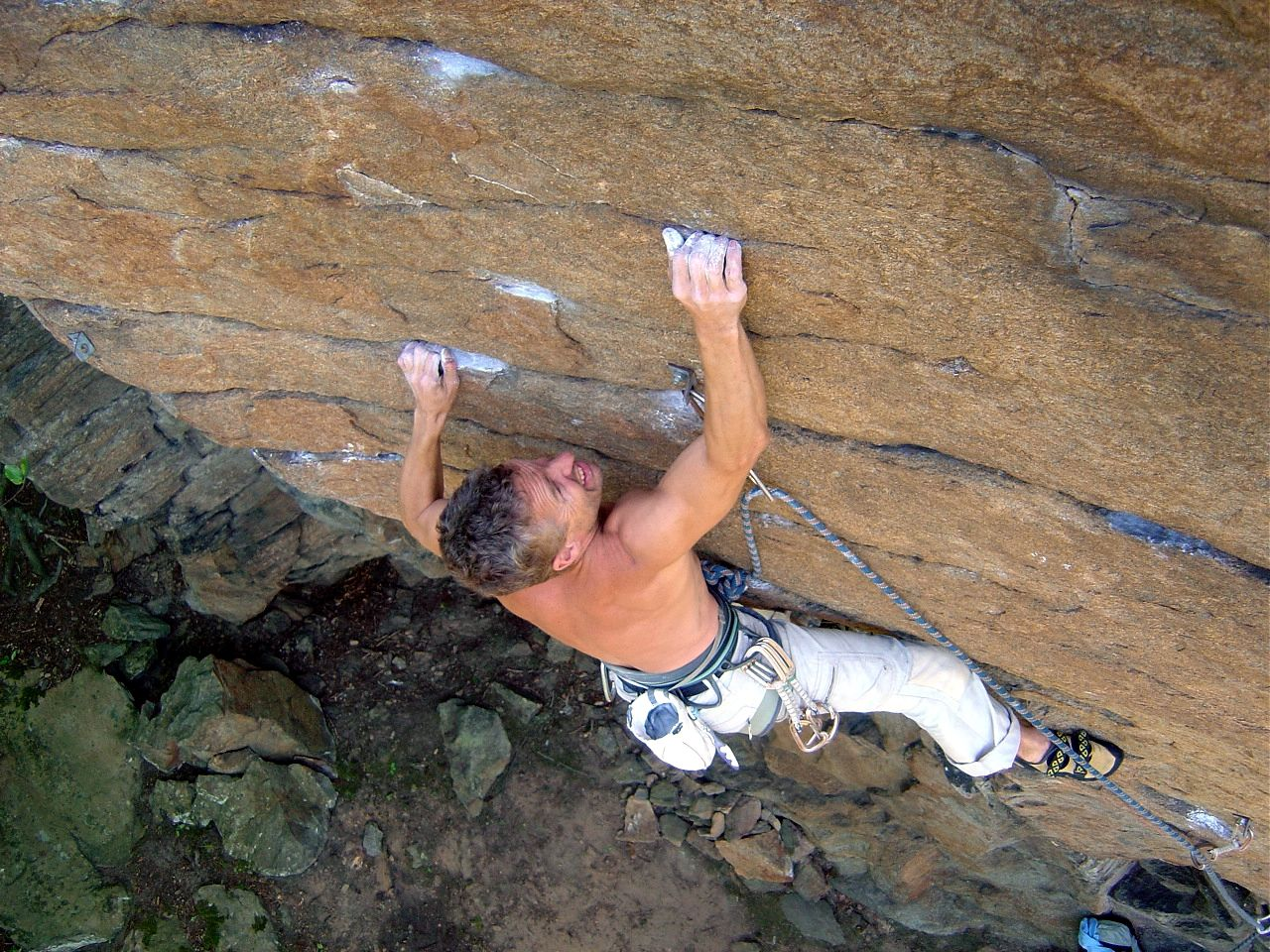
Sportklettern in Österreich

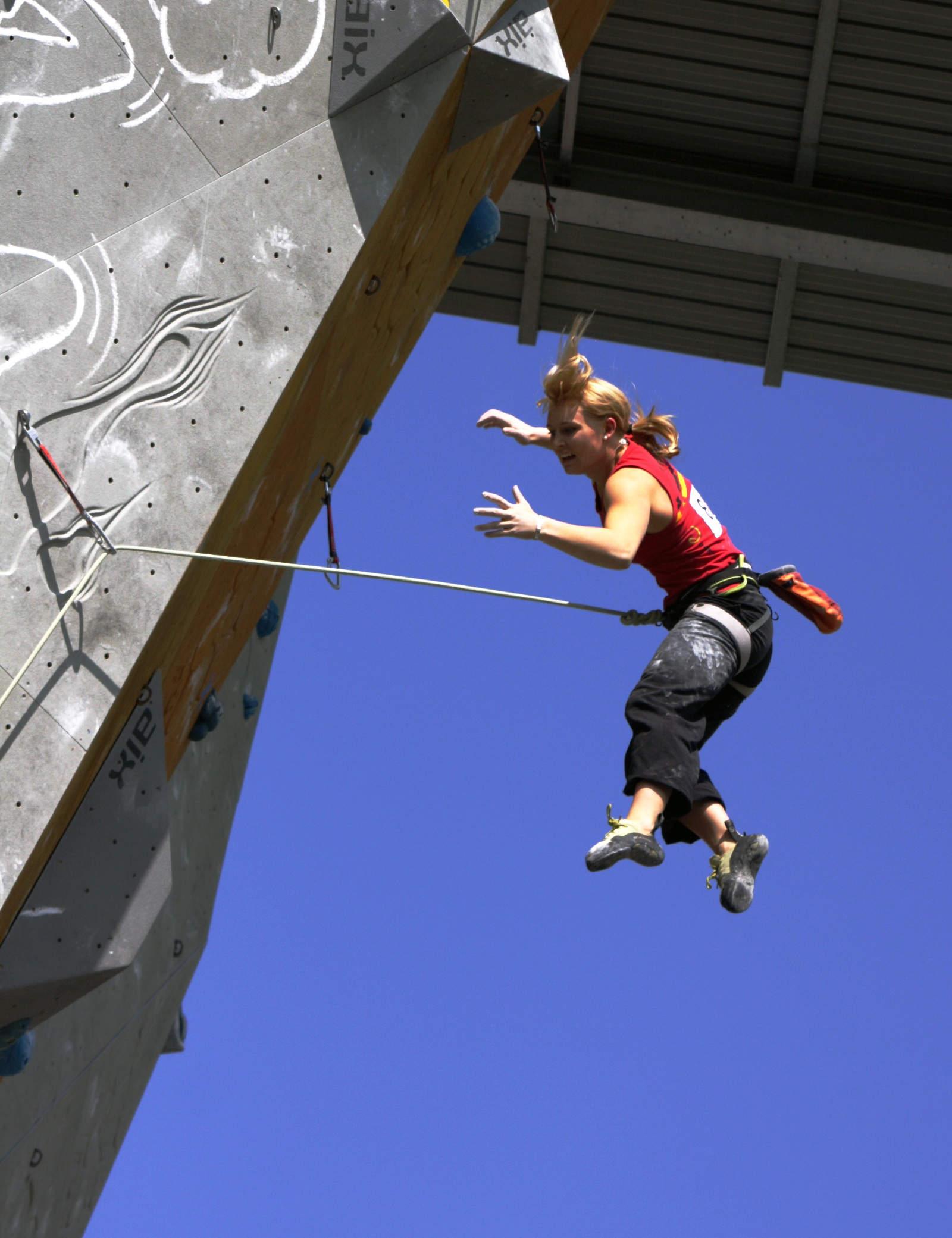
Vorstiegsturz bei einem Lead-Kletter-Wettbewerb in München 2009

Die unterschiedlichen Arten des Kletterns: (1) Verschneidungsklettern, (2) Plattenklettern,
(3) Wandklettern, (4) Überhangklettern,
(5) Kantenklettern, (6) Dachklettern, (7) Quergang

Sportklettern ist eine Form des Freikletterns, in welcher der sportliche Aspekt im Vordergrund steht. Dabei wird beim Klettern auf Steighilfen verzichtet, nicht jedoch zwingend auf Sicherungsmittel, wie Bohrhaken, Gurt, Seil. Die Wurzeln des Sportkletterns liegen im Freiklettergedanken, der sich über Wiener Kletterer, in Großbritannien und in der Sächsischen Schweiz entwickelte und ab den 1930er Jahren auch in den USA verbreitete. Im westlichen Teil Deutschlands und in den Alpenländern erzwang das Sportklettern im Jahr 1977, nach der Erstbegehung der Route „Pumprisse“ durch Helmut Kiene, die unbegrenzte Öffnung der UIAA-Schwierigkeitsskala nach oben.
Beim Sportklettern stehen sportliche Motive im Vordergrund; es geht beim Sportklettern darum, die Kletterroute an sich, d. h. meist hohe technische Schwierigkeiten zu überwinden und eine Bewegung zu finden, mit der sich eine Stelle lösen, bzw. überwinden lässt.
Sportklettern wird sowohl als Breitensport als auch als Wettkampfsport betrieben. Seit 2020 ist Sportklettern eine olympische Sportart.

## Abgrenzungen zum alpinen Klettern
Alpines Klettern ist das Klettern von Mehrseillängen-Routen im Gebirge, das sehr vielfältig sein kann, von einfachen, leicht zugänglichen Routen bis hin zu mehrtägigen Unternehmungen in abgelegenen Bergregionen.
Sportkletterrouten sind dagegen eher kurz (häufig bis zu 30 m, eher selten bis zu 100 m), meist in Klettergärten gelegen und zeichnen sich dadurch aus, dass sie über Routen in den unterschiedlichsten Schwierigkeitsgraden verfügen. Der sportliche Aspekt steht im Vordergrund. Dabei wird versucht Routen in einem anerkannten Begehungsstil (wie Onsight oder Rotpunkt) zu bewältigen. Die Routen sind meistens mit fixen und in neu erschlossenen Gebieten mit angebrachten Bohrhaken abgesichert. Durch die engen Hakenabstände und die optimal fixierten Sicherungspunkte ist die Verletzungsgefahr bei einem Sturz im Vergleich zu Stürzen im alpinen Gelände geringer, was ermöglicht, an der Sturz- und damit an der Leistungsgrenze zu klettern. Teilweise müssen aber auch wie im alpinen Stil mobile Sicherungsmittel wie Friends oder Klemmkeile angebracht werden. In Klettergärten sind zudem die Gefahren durch Naturgewalten wie Lawinen oder Steinschlag kleiner als unter alpinen Bedingungen.
Die Grenze zwischen Sportklettern und alpinem Klettern ist bedingt durch die Entwicklung der Sicherungsausrüstung und der immer höheren Leistungsgrenze der Kletterer mittlerweile fließend. Die Spielform des alpinen Sportkletterns bewegt sich in diesem unscharf definierten Grenzbereich zum alpinen Klettern.
Es existieren ehemals alpine Routen, die heute gut abgesichert sind und zu Sportkletterrouten geworden sind. Andererseits bezwingen heutige Spitzenkletterer auch unter alpinen Verhältnissen mit, je nach Route, schlechter Absicherung oder ganz ohne fixes Sicherungsmaterial Schwierigkeiten wie sie fürs Sportklettern typisch sind. So existieren mittlerweile auch alpine Sportkletterrouten von mehreren hundert Metern Länge und technischen Schwierigkeiten bis zum zwölften UIAA-Schwierigkeitsgrad.

## Begehungsstile im Sportklettern
Sportkletterrouten können auf verschiedene Arten durchstiegen werden. Diese Arten von Klettern werden als Begehungsstile bezeichnet. Dabei haben nicht alle Begehungsstile den gleichen sportlichen Wert. Was welchen sportlichen Wert hat, ist jeweils das allgemein anerkannte Resultat einer sich weiterbewegenden Diskussion unter allen Kletterern. Als vollwertig gelten heute nur – mit abnehmender Wertigkeit – die On-Sight-, die Flash- und die Rotpunktbegehung. Die Rotkreuzbegehung wird als nicht vollwertige Begehung trotzdem noch anerkannt. Das Durchklettern einer Route mit anderen Stilen wie AF- oder A0 wird nicht als Begehung anerkannt und dient lediglich dem Einüben als Vorbereitung einer stilmäßig anerkannten Durchsteigung der Route.
Bei der Rotpunktbegehung ist das Ziel die sturzfreie Durchsteigung einer Route oder Seillänge „in einem Zug“ mit eigener Kraft, im Sinne des Freikletterns. Die Zwischensicherungen und das Seil dürfen zu keinem Zeitpunkt der Begehung belastet werden (z. B. zum Ausruhen inmitten einer Route). Als klassische Rotpunktbegehung zählt nur die Bewältigung einer Route im Vorstieg, mit dem Einhängen aller Zwischensicherungen aus der Kletterposition.
Beim On-Sight-Klettern gelten die gleichen Regeln wie beim Rotpunktklettern, zusätzlich ist allerdings gefordert, dass die Begehung beim ersten Versuch erfolgreich sein muss. Dabei darf der Kletterer auch keine Vorinformationen haben, die durch frühere eigene Versuche, durch Erklärungen anderer Kletterer oder vorherige Beobachtung von anderen Kletterern in der Route entstanden sind. Auch während des Kletterns darf der Akteur von anderen Kletterern keine Tipps zugerufen bekommen. Erlaubt ist hingegen eine genaue optische Analyse vom Boden aus. Im Unterschied zur Rotpunktbegehung hat man demgemäß in jeder Route nur einmal die Chance, die Route On-Sight zu begehen. Hat man vor der Begehung einen Kletterer in der Route beobachtet oder Tipps zu dieser Route erhalten, gilt ein Durchstieg nur noch als Flash-Begehung. Auch hier gilt: Es gibt nur beim ersten Versuch eine Flash-Chance.
Die Rotkreuzbegehung ist eine Rotpunktbegehung im Nachstieg oder Toprope mit Seilsicherung von oben. Da bei dieser Form die psychische Komponente (Sturzangst) im Vergleich zum vorgestiegenen Rotpunktklettern weniger ausgeprägt gefordert wird, gilt dieser Stil als nicht vollwertig. Beispielsweise kann man so keine Neutour sportklettermäßig erstbegehen. Trotzdem ist er noch knapp anerkannt als Stil, mit dem eine Route begangen werden kann. Dies zeigt sich beispielsweise daran, dass es auf der internationalen Rankingseite 8a.nu noch Punkte dafür vergeben werden. AF steht für all free (alles frei) und meint den Durchstieg einer Route bei dem alle Bewegungen (all) mit eigener Kraft im Sinne des Freikletterns (free) vollzogen wurden. Im Gegensatz zu den obigen Stilen darf dabei aber beliebig, am Material hängend, Pause gemacht werden. Dabei muss aus der letzten vor der Pause eingenommenen Kletterstellung weitergeklettert werden. Es ist also nicht erlaubt, die Ruhepause zu nutzen, um eine Position aufzulösen, aus der ein Weiterklettern nicht möglich ist.
Der Begehungsstil A0 gehört zum technischen Klettern. A steht für artificiel (französisch für „künstlich“), A0 ist dabei der erste Schwierigkeitsgrad. Eine solche Begehung erlaubt das Halten und Fortbewegen mit Hilfe von Seil und Bohrhaken oder anderen Zwischensicherungen. Bis weit in die 70er Jahre war dies der vorherrschende Begehungsstil, indem mittels technischer Hilfsmittel heikle Stellen umgangen wurden. Inzwischen wird er nicht mehr angewendet und zwar weder beim Sportklettern, noch im alpinen Klettern.

## Spielformen des Sportkletterns
Das Sportklettern kann auf verschiedene Arten betrieben werden. Diese Spielformen überschneiden sich teilweise. Ein durchschnittlicher Sportkletterer praktiziert immer mehrere Spielformen. Differenzierungskriterien können die Motivation, der Ort, die Beschaffenheit der Wände, die Absicherung und anderes sein. Das gemeinsame aller Spielformen ist die Forderung nach dem anerkannten Begehungsstil.

### Schwierigkeitsklettern
Im Gegensatz zum Plaisirklettern steht beim Schwierigkeitsklettern das Klettern in mittleren und hohen Schwierigkeitsgraden – meist an der persönlichen Leistungs- und Sturzgrenze – im Vordergrund. Stürze werden dabei, bis zum Erlangen des Klettererfolgs, bewusst in Kauf genommen. Von Laien wird diese Kletterart manchmal undifferenziert als Extremklettern bezeichnet.
Falls der Kletterer entscheidet, die Route on-sight oder flash zu versuchen, hat er dazu nur einen Versuch. Wenn keine On-Sight-Begehung versucht wird oder diese scheitert, wird die Route zum persönlichen Kletterprojekt, dessen Ziel ein erfolgreicher Rotpunkt-Durchstieg ist. Dabei können verschiedene Arbeitsschritte unternommen werden:
- Das Präparieren der Route mit dem Ziel, die Expressschlingen und ein Seil für anschließende Toprope-Begehungen einzuhängen. Dieser Schritt wird des Öfteren auch in Form von technischem Klettern bewältigt.
- Das Ausbouldern der Route mit dem Ziel, die Bewegungen für die einzelnen Routenabschnitte zu erlernen. Da hier im AF-Begehungsstil an den Haken oder im Seil hängend ausgeruht wird, reduzieren sich die Kletterpassagen zu kurzen Sequenzen, wie dies ansonsten beim Bouldern der Fall ist.
- Die Rotpunktversuche, bei denen der Kletterer versucht, die Route rotpunkt zu klettern. Hier wird geklettert bis zum Sturz oder Aufgeben durch ein Halten oder Ausruhen am Bohrhaken.
- Der Durchstieg, bei dem der Kletterer die Route rotpunkt klettert.
- Das Abbauen, bei dem das persönliche Material wieder aus der Route entfernt wird.

Je nachdem, wie schwierig die Route im Vergleich zur persönlichen Leistungsfähigkeit ist, kann der Kletterer auch direkt mit dem Ausbouldern oder mit den Rotpunktversuchen beginnen.

### Bouldern

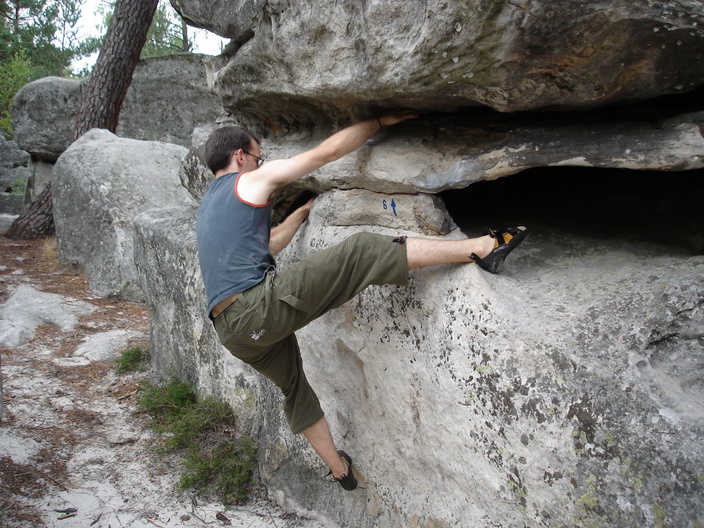
Bouldern in Fontainebleau in der Nähe von Paris.

Bouldern ist Sportklettern in Absprunghöhe. Daher fehlen Sicherungsseil und Klettergurt. Wesentliche Ausrüstungsteile sind Kletterschuhe, ein Magnesiabeutel, eine Bürste (um die Griffe zwecks besserer Reibung zu putzen), ein Teppich zum Putzen der Schuhe und eine Bouldermatte (Crashpad, um Stürze abzufangen und Fußverletzungen zu vermeiden). Sogenannte Boulderprobleme können nur aus wenigen senkrechten Zügen bestehen, waagerecht oder quer können sie aber beliebig weit reichen.
Boulderer reizt es, für eine verhältnismäßig kurze Kletterroute alle Kletterfähigkeiten in besonders konzentrierter Form einzusetzen.
Meist müssen einzelne Passagen mehrmals versucht oder gar häufig geübt werden, um ein Boulderproblem optimal zu lösen. Da Boulderprobleme oft komplexe Bewegungsmuster verlangen, geht es in einem ersten kreativen Schritt darum, herauszufinden, wie die Bewegungen funktionieren. Es gilt, das Rätsel, das Problem geistig zu lösen.
Konditionell ist beim Bouldern in der Regel ein sehr hoher Krafteinsatz („Maximalkraft“) notwendig.
Boulderschwierigkeiten drückt man typischerweise in der Fontainebleau-Skala (Fb) oder V-Skala aus.

### Alpines Sportklettern
Seit Beginn des Sportkletterns beschränkten sich die Sportkletterer nicht nur auf die Klettergärten. Auch im alpinen und hochalpinen Gelände werden Mehrseillängenrouten und deren einzelne Seillängen im Rotpunktstil frei geklettert. Die Übertragung der Errungenschaften des Schwierigkeitskletterns auf hohe Alpenwände wurde von Wolfgang Güllich als logische und zwingende Entwicklung bezeichnet.
Der wesentliche Unterschied zum klassischen alpinen Klettern ist im weiten Sinne – unabhängig von der Qualität der Absicherung – der sportklettermäßig anerkannte Begehungsstil, mit dem die Route durchklettert wird. Im engen Sinne kann man unter alpinem Sportklettern aber auch nur diejenigen Routen zusammenfassen, die neben der Rotpunktbegehung auch soliden Fels und gute, fix installierte Sicherungsmittel – üblicherweise Bohrhaken – aufweisen. Im Gegensatz zum Klettern im Klettergarten handelt es sich bei alpinen Sportkletterrouten immer um Mehrseillängenrouten.
Alpines Sportklettern erfordert vom Kletterer zusätzliche alpinistische Kenntnisse, beispielsweise über Wetterkunde, Orientierung, alpine Gefahren und Bergungstechniken. Diese zusätzlichen Anforderungen bewirken, dass bei alpinen Sportkletterrouten der reine Schwierigkeitsgrad an Aussagekraft verliert.

### Weitere Unterteilungen

#### Outdoorklettern
Unter Outdoorklettern versteht man das Klettern im Freien an natürlichen Felsen und Wänden.

#### Indoorklettern / Hallenklettern
Der Begriff Hallenklettern oder Indoorklettern bezeichnet das Klettern in der Kletterhalle oder an privaten häuslichen Trainingswänden. Durch das ständig wachsende Angebot an Kletterhallen nimmt auch die Zahl an Indoorkletterern zu. Die meisten Hallenkletterer gehen früher oder später auch zum Outdoorklettern. Es gibt jedoch auch eine wachsende Zahl an Sportkletterern, die auch längerfristig, im Sinne eines reinen Fitnesssports in der Kletterhalle bleiben. Umgekehrt wächst aber auch die Akzeptanz der Kletterhalle als Wintertraining für überzeugte Outdoorkletterer. Die Kletterhallen sind zusammen mit dem Plaisirklettern wesentliche Träger der Entwicklung des Sportkletterns zum Breitensport.

#### Buildering
Unter Buildering oder urban climbing versteht man das Klettern an Gebäuden und künstlichen Mauern. In Städten wie beispielsweise Berlin, um die kaum natürliche Felsen zu finden sind, wird legal an alten Bunkern und ähnlichen Gebäuden geklettert. Höhere Touren sind dabei, analog zu normalen Kletterrouten mit fixen Bohrhaken abgesichert.

#### Traditionelles Klettern (Trad Climbing)
Als Traditionelles Klettern bezeichnet man das Klettern von Routen an Felswänden ohne Bohrhaken nur mit Normalhaken, Klemmkeilen und Klemmgeräten.

#### Clean-Klettern
Als Clean-Klettern bezeichnet man das nur mit Klemmkeilen und Klemmgeräten gesicherte Klettern an Felswänden mit der Absicht, bei der Begehung möglichst keine bleibenden Spuren am Fels zu hinterlassen. Clean-Klettern gehört zum traditionellen Klettern, verbietet aber im Gegensatz dazu den Gebrauch von Normalhaken, da diese beim Einschlagen oft den Fels beschädigen oder nach der Begehung nicht wieder entfernt werden können. Die Sicherheit der Klemmkeile hängt auch wesentlich vom Stein ab, in dem diese verwendet werden. Während Klemmkeile im Granit und Kalk nach dem korrekten Legen in der Regel sicher halten, sind sie im Sandstein ein besonderer, schwerer zu kalkulierender Risikofaktor. Dies dürfte mitunter ein Faktor sein, weshalb das Clean-Klettern im europäischen Sportklettern immer eine Randerscheinung geblieben ist.
Dem Clean-Klettern ähnlich ist das sächsische Klettern, da dabei nur Schlingen und vom Ersteiger eingeschlagene Ringe benutzt werden dürfen. Ebenfalls darf kein Chalk verwendet werden, weil es dem sehr porösen Sandstein schadet. Im sächsischen Klettern steht der Schutz und die Erhaltung der Gipfel an höchster Stelle.

#### Free-Solo-Klettern
Free-Solo-Klettern bedeutet Klettern ohne Seil oberhalb der Absprunghöhe.

#### Deep Water Soloing
Deep Water Soloing ist Free-Solo-Klettern über tiefem Wasser, so dass der Kletterer im Falle eines Sturzes ins Wasser fällt.

#### Plaisirklettern
Der Begriff Plaisirklettern (oder auch Genussklettern) wurde 1992 von Jürg von Känel mit dem Titel eines Kletterführers namens „Schweiz Plaisir“ eingeführt.
Als Plaisirkletterer werden darin diejenigen bezeichnet, die hauptsächlich in unteren und mittleren Schwierigkeitsgraden zum Genuss (französisch: plaisir) klettern.
Um eine Route als Plaisirroute zu klassifizieren, braucht es dazu einen entsprechend leichten bis moderaten Schwierigkeitsgrad, festen Fels und möglichst geringe Steinschlaggefahr, eine Absicherung mit Bohrhaken, die ein sicheres Klettern für jedermann ermöglicht, und einen eher kurzen, risikoarmen Zu- und Abstieg. Als Grenze zum Schwierigkeitsklettern wird, im Sinne von Känels, ungefähr der Schwierigkeitsgrad 7+ (UIAA) bzw. 6c (franz.) angesehen. Oftmals sind solche Klettermöglichkeiten für Erwachsene und Kinder gleichermaßen und damit für die gesamte Familie geeignet. Der Nachteil von Plaisir-Klettergebieten oder -Routen ist allerdings die große Zahl an Kletterern und der dadurch teilweise stark abgenutzte („abgespeckte“) Fels.
Insgesamt ist das Plaisirklettern neben dem Hallenklettern die am weitesten verbreitete Spielform des Sportkletterns und eine bedeutende Komponente der Entwicklung des nicht primär leistungs- und schwierigkeitsorientierten Breitensports.
Wie bei jeder Spielart des Klettersports besteht ein Restrisiko, das jedoch beim Plaisirklettern im Gegensatz zu traditionell abgesicherten Freikletterrouten vergleichsweise gering und kalkulierbar ist. In keinem Fall zu unterschätzen sind alpine Plaisirrouten, da hier von der Routenabsicherung unabhängige Gefahrenpotenziale wie beispielsweise Steinschlag oder Wetterumschwünge möglich sind.

## Wettkampfklettern

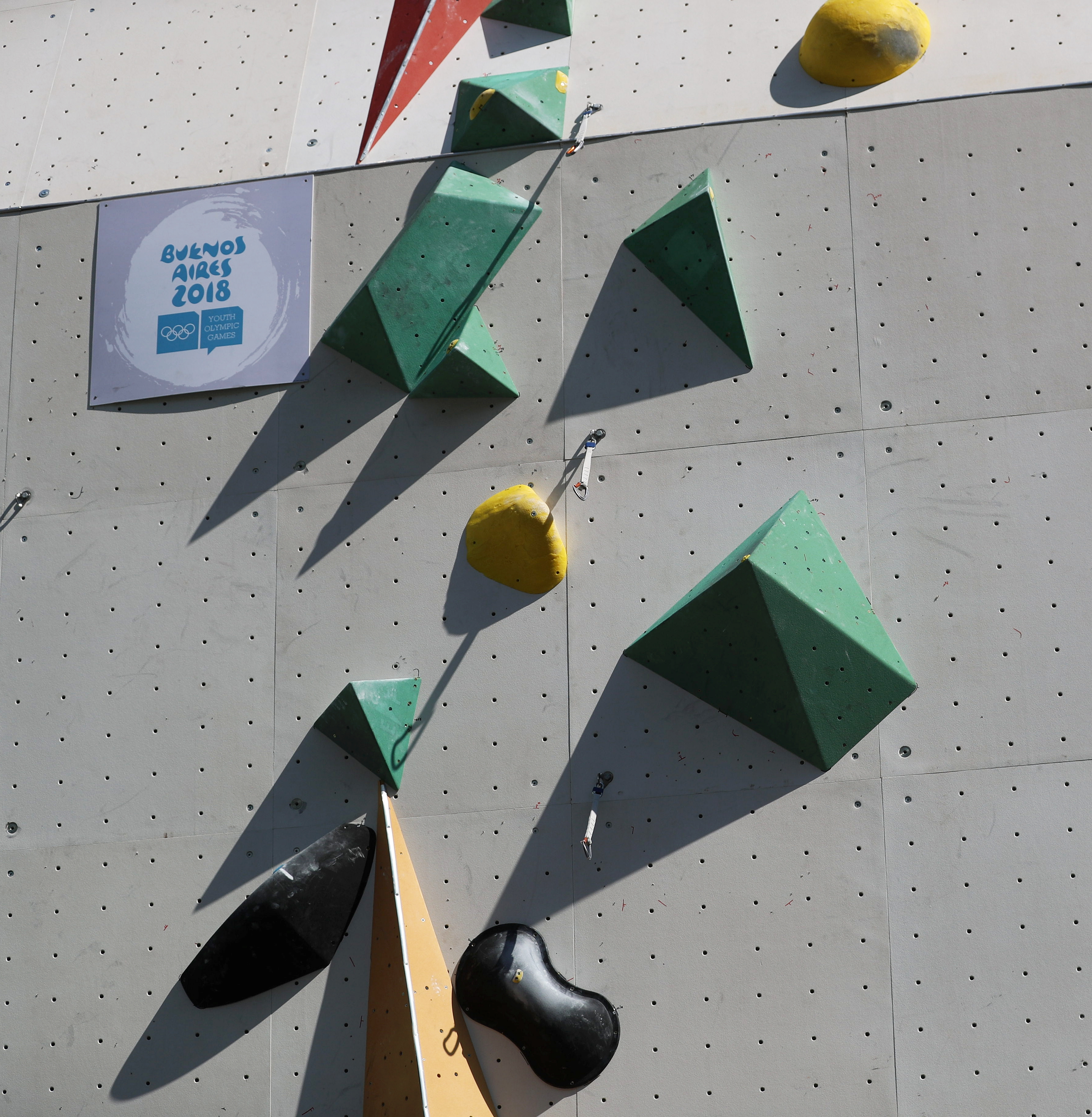
Lead-Kletterwand bei den Olympischen Jugend-Sommerspielen 2018.

Im Juli 1985 kommen viele der besten Kletterer Westeuropas zum ersten Mal in Bordonecchia zu einem Wettkampf zusammen. In der Sowjetunion und in einigen osteuropäischen Ländern gab es bereits Kletterwettkämpfe, an diesen nahmen aber Westeuropäer nicht teil. Die Sieger dieses ersten „westlichen“ Wettkampfes waren Cathérine Destivelle und Stefan Glowacz.
Kletterwettkämpfe finden heute fast ausschließlich an künstlichen Kletterwänden statt. International richtet die International Federation of Sport Climbing (IFSC) Weltmeisterschaften, Weltcups und Kontinentalmeisterschaften in den Kategorien Männer, Frauen, Jugend und Junioren (mit diversen Unterkategorien) aus. Im internationalen Spitzensport wird in drei Disziplinen geklettert: Lead (Vorstieg), Bouldern und Speedklettern.
Neben diesen offiziellen Wettkämpfen gibt es auf internationaler Ebene noch diverse Master-Wettkämpfe, wie beispielsweise den Rockmaster in Arco (Italien), welche einen hohen Status aufweisen und oft eine längere Tradition haben als die offiziellen Wettkämpfe. Bei diesen Wettkämpfen kommen teilweise auch andere Disziplinen wie das After-Work, bei der die Kletterer die Möglichkeit haben, für eine bestimmte Zeit in der Route zu üben, oder das Duell-Klettern, eine Mischung aus Speed- und Leadklettern, vor. Auch National finden Wettkämpfe im Lead, Speed und Bouldern statt, welche nach zum Teil leicht veränderten nationalen Regelwerken durchgeführt werden. Neben den nach offiziellen Reglements durchgeführten Wettkämpfen existieren zahlreiche regionale Wettkämpfe mit teilweise ganz neuen Disziplinen wie beispielsweise Marathonklettern oder Bouldernights, bei denen oft der Spaß am Klettern im Vordergrund steht und die Platzierung eher nebensächlich ist.
Mit Beschluss des IOC am 4. August 2016 wurde Sportklettern 2020 eine olympische Sportart. Die drei Disziplinen Speedklettern, Bouldern und Leadklettern (Vorstieg) wurden in Tokyo 2021 in einer olympischen Kombination zusammengefasst, pro Geschlecht traten 20 Athleten an. In Paris 2024 wird die Kombination Boulder & Lead vom Speedklettern getrennt ausgetragen, somit werden für Damen und Herren jeweils 2 Medaillen vergeben. Bei den Sommerspielen 2028 wird Paraclimbing erstmals Teil der Paralympischen Spiele sein.

### Leadklettern
Beim Leadklettern nach den Regeln des IFSC müssen die Kletterer versuchen, im Vorstieg in einer ihnen bis dahin unbekannten Kletterroute Onsight möglichst weit, im besten Falle bis zum oberen Ende (Top), zu klettern. Die Routen für internationale Wettkämpfe sind mindestens 15 m lang und werden von den Routensetzern extra für diesen Wettkampf gebaut. Die Qualifikations-, Halbfinal- und Finalrunde werden jeweils auf drei unterschiedlichen Routen geklettert, die von Runde zu Runde schwieriger werden. Können im Finale zwei oder mehr Kletterer die Finalroute bis zum Ende klettern und haben diese Kletterer auch in den vorherigen Runden die gleiche Höhe erreicht, so müssen diese in einer nochmals schwierigeren Superfinalroute gegeneinander antreten.
Vor dem Wettkampf dürfen alle Kletterer gemeinsam die Route fünf Minuten lang vom Boden aus besichtigen. Während des Wettkampfes müssen sich alle Teilnehmer, die noch nicht geklettert sind, in einer Isolationszone aufhalten, von der aus sie die Wand nicht sehen können. Damit wird vermieden, dass sie die vor ihnen startenden Teilnehmer bei ihren Versuchen beobachten und aus deren Fehlern lernen können. Jeder Kletterer hat für seinen Versuch ein großzügiges Zeitlimit, das er nicht überschreiten darf, ansonsten spielt die Zeit, die er für die Begehung benötigt, keine Rolle für die Platzierung.

### Bouldern

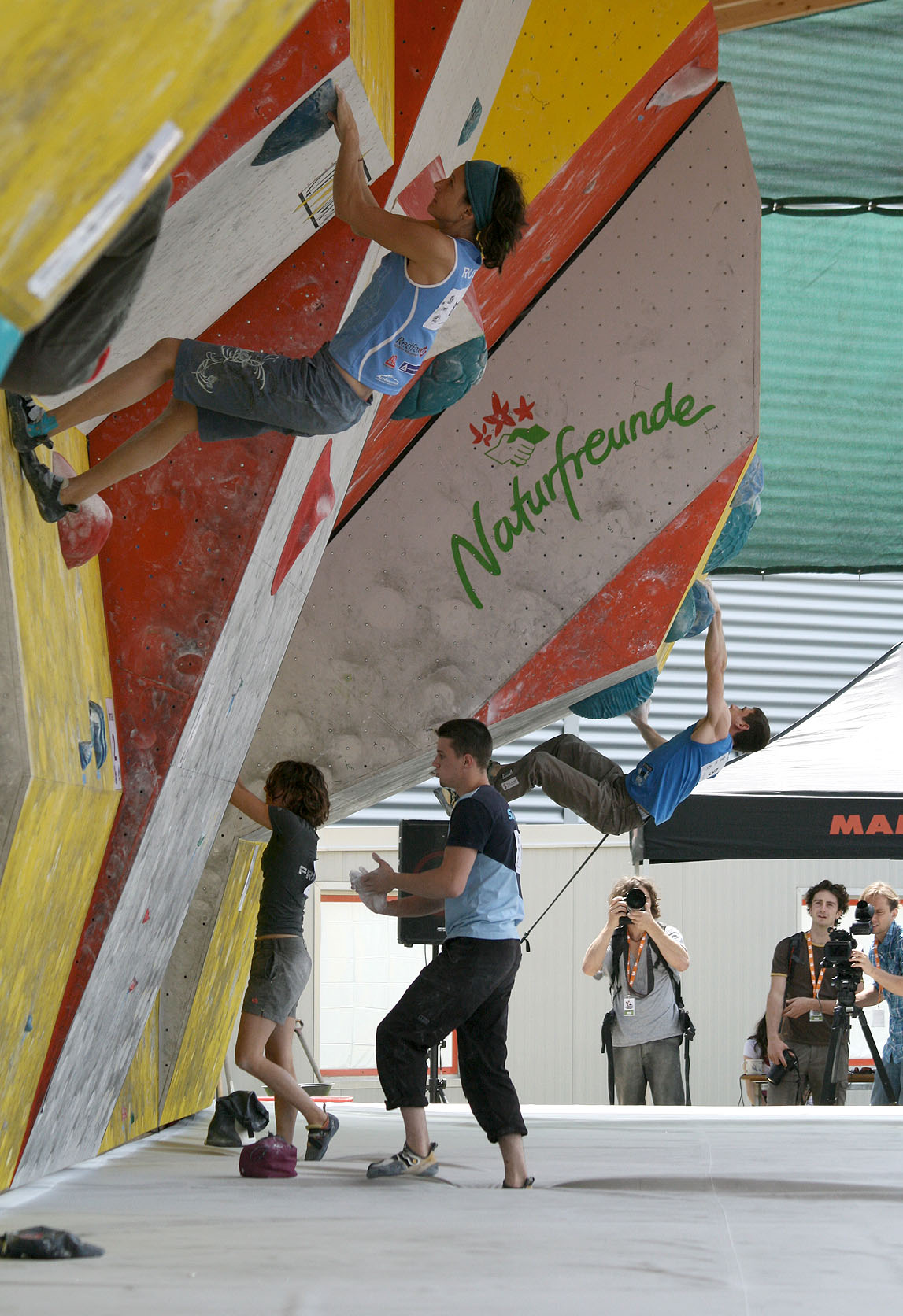
Kletterer beim Lösen verschiedener Boulderprobleme (Boulder Worldcup Wien 2010)

Beim Bouldern muss der Kletterer etwa drei bis vier Meter hohe Boulderprobleme klettern, die wie beim Leadklettern extra für den Wettkampf konstruiert werden. Bei offiziellen nationalen und internationalen Wettkämpfen sind in der Qualifikation vier bis sechs Boulderprobleme zu lösen. Je weniger Versuche benötigt werden, desto besser die Wertung. Teilweise ist die Zahl der maximal erlaubten Versuche vorgegeben. Für die Lösung haben die Athleten zwei bis drei Stunden Zeit und können sich gegenseitig beobachten. Im Halbfinale und im Finale sind jeweils vier Boulderprobleme zu lösen. Die Kletterer können sich nicht mehr gegenseitig beobachten und haben eine unbegrenzte Anzahl von Versuchen, allerdings ist die Zeit, die je Boulder zur Verfügung steht, vorgegeben. Als bewältigt gilt ein Boulder, wenn er vom Startgriff und -tritt bis zum Topgriff durchstiegen ist. Der Topgriff muss mit beiden Händen zwei Sekunden kontrolliert gehalten werden. Der Bonusgriff befindet sich etwa in der Mitte des Boulders, wird dieser erreicht, gilt das Problem als „halb gelöst“. Je weniger Versuche nötig sind um das Problem zu bewältigen oder wenigstens den Bonusgriff zu erreichen, desto mehr Punkte erhält der Kletterer. Zwischen den einzelnen Bouldern bekommt der Kletterer fünf (im Finale noch mehr) Minuten Pause.

### Speed
Beim Speedklettern geht es darum, eine immer identische Route im Toprope, also von oben gesichert, schnellstmöglich zu klettern. Im Wettkampf treten je Runde immer zwei Kletterer im K.-o.-System auf zwei nebeneinander stehenden Routen gegeneinander an. Dabei klettern sie, mit einer kurzen Pause, jeweils einmal je Seite. Die beiden Zeiten werden addiert und der insgesamt schnellere zieht in die nächste Runde ein. Seit dem Sommer 2007 wird bei internationalen Speedkletterwettkämpfen eine immer exakt gleiche 15 oder 10 Meter hohe Normwand benutzt. Durch die normierte Wand können seitdem Weltrekorde über fünfzehn Meter aufgestellt werden. (Siehe die aktuellen und historischen Weltrekordzeiten unter Speedklettern (Wettkampf)#Rekorde.)

### Paraclimbing
Beim Paraklettern treten Athleten mit körperlichen Einschränkungen in verschiedenen Kategorien gegeneinander an. Die Wettkämpfe finden im Leadformat mit Topropesicherung statt.

## Gesellschaftliche Bedeutung des Sportkletterns
Folgende Ausführungen beziehen sich hauptsächlich auf Mitteleuropa bzw. den deutschen Sprachraum.

### Entwicklung und pädagogische Aspekte
Zu Beginn der 1980er Jahre war das Sportklettern noch eine Bewegung des Ausbrechens aus den bestehenden Konventionen und hatte so auch einen revolutionären Anstrich, der sich auch im stark von den klassischen Alpinisten abhebenden Erscheinungsbild der Akteure bemerkbar machte. Heute hingegen ist das Sportklettern eine etablierte Sportart. Nach anfänglichen Irritationen wurde das Sportklettern schnell in die alpinen Vereine integriert, hat sich aber darüber hinaus auch als wirkungsvolles Werkzeug der Pädagogik – von der Erlebnispädagogik über Schulsport, Gesundheitsförderung, Sozialrehabilitation und integrativen Natursport über die alpinen Vereine hinaus in der Gesellschaft dargestellt.
Dem Klettern an sich und insbesondere dem leichter zugänglichen Sportklettern werden vielfältige positive Aspekte für Persönlichkeitsbildung, Gesundheitsvorsorge und Naturbindung zugeschrieben, wodurch es sich auch sehr gut für Jugendarbeit der alpinen Verbände eignet.
Eine Besonderheit des Sportkletterns ist auch, dass sich jeder Ausübende seine eigenen Herausforderungen in Selbstbestimmung setzen kann, das heißt, der Anforderungsgrad wird nicht durch eine äußere Organisation vorgegeben, sondern selbst gewählt. Die sportliche Komponente stellt die Auseinandersetzung mit dieser selbst gestellten Herausforderung dar und ist primär kein Wettkampf gegen einen Konkurrenten. Damit ist auch eine besondere Eignung als sozialpädagogisches Werkzeug gegeben.
Als weiterer förderlicher Aspekt gilt die höchste Konzentration auf das Hier und Jetzt. Das Risiko- und Angsterlebnis bei objektiv geringem Risiko fördert das Abwägen von Risiken, das Überwinden von unbegründeten Ängsten wird trainiert, Grenz- und Flowerlebnisse werden ermöglicht. Die immer neu gestellten Bewegungsaufgaben erfordern körperliche und geistige Kreativität, die Zusammenarbeit in der Seilschaft schult Verantwortung und Vertrauen (Individualitäts- und Gemeinschaftserlebnis). Darüber hinaus wird der Wert des Naturerlebnisses betont.

### Organisation, Umfeld und gesellschaftliche Einbindung
Zwar haben die alpinen Verbände das Sportklettern schnell aufgenommen und bieten entsprechende Gruppen in ihrer Vereinstätigkeit, aber ein großer Teil der Sportkletterer betreibt den Sport unorganisiert. Die Akzeptanz des Sportkletterns durch Naturschutzverbände und Öffentlichkeit ist regional sehr unterschiedlich. Während zum Beispiel das Sportklettern in Tirol als Form des sanften Tourismus beworben und gefördert wird, wird es andernorts stark eingeschränkt, z. B. im benachbarten Vorarlberg.
In den Sportklettergebieten der deutschen Mittelgebirge ist der Sperrungsdruck größer, hier sind zur Bewahrung der Klettermöglichkeiten Interessengemeinschaften von Kletterern entstanden – sogenannte IG Klettern, da sich die Kletterer in ihren Interessen teils nicht ausreichend durch den alpinen Verband DAV vertreten sahen. Gleichzeitig gibt es in einigen Regionen Italiens, Frankreichs, Österreichs und der Schweiz etablierte und von Region oder Land geförderte Projekte, die sich der Erschließung der Felsen und der Verbesserung der klettersportlichen Infrastruktur verschrieben haben, um sowohl für die eigene Bevölkerung die positiven Wirkungen des Kletterns nutzbar zu machen, als auch um damit den Tourismus zu fördern.
Für die Errichtung von Kletterhallen und künstlichen Kletteranlagen werden aber auch in Deutschland in der Regel staatliche Zuschüsse gegeben.

### Ausübung – Anzahl der Sportkletterer
Das Sportklettern hat sich mittlerweile von einer Nischensportart zu einem Breitensport entwickelt.
Wegen der Möglichkeit, den Sport unorganisiert auszuüben, gibt es Schwierigkeiten, dazu belastbare Zahlen zu erheben. Dazu kommt, dass es verschiedene Spielformen mit fließenden Übergängen gibt und dadurch eine exakte Definition des Begriffs Sportklettern unklar wird. Durch das in den letzten Jahren stark angestiegene Angebot an künstlichen Kletteranlagen hat sich aber ganz sicher die Anzahl der Personen, die zumindest sporadisch klettern, deutlich erhöht. Der deutsche Alpenverein nennt 2010 als Zahl für Deutschland 300.000 Personen, in Europa 2 Millionen, für die Schweiz werden insgesamt etwa 40.000 Kletterer angenommen.

### Philatelistisches
Mit dem Erstausgabetag 7. Mai 2020 gab die Deutsche Post AG in der Serie Für den Sport zur neuen olympischen Sportart Sportklettern ein Sonderzuschlagpostwertzeichen im Nennwert von 80 + 40 Eurocent heraus. Der Entwurf stammt vom Grafiker Thomas Serres aus Hattingen.

## Sicherungen und Gefahren
Das Sportklettern ist eine Sportart, bei der es durch die Höhe der Felsen zum Absturz des Kletterers kommen kann. Aus diesem Grunde ist es notwendig ein Kletterseil und einen sichernden Kletterpartner zu verwenden. Dabei gibt es verschiedene Formen des Sicherns und Gesichertwerdens. Grundsätzlich können Vorstiegsklettern, Topropeklettern, Nachstiegsklettern und ungesichertes Klettern unterschieden werden.
Im Gegensatz zum alpinen Klettern steht beim Sportklettern nicht das Verletzungsrisiko durch Absturz, sondern aufgrund von Überlastung im Vordergrund. Klettern ist für Haut, Sehnen und Ringbänder extrem belastend. Durch die leicht konkave Form der Handfläche werden bei großen oder lang anhaltenden Belastungen sowohl die kleinen Handmuskelgruppen als auch Sehnenscheiden überbelastet. Im Bereich der Finger ist die Verletzungsprophylaxe von Fingergrund-, Fingermittel und Fingerendgelenk sowie die Unterstützung der Ringbänder wichtig. Gerade beim Bouldern wird daher oft Tape eingesetzt, um beispielsweise die gefährdeten Ringbänder zu unterstützen. Je nach Routenprofil, besonders an scharfkantigen Rissen und Leisten, kann ein Tape auch schützend gegen Schnitte und Hautrisse eingesetzt werden. Ein dehnungsfähiges Tape am Ellenbogen wird vielfach zur Prophylaxe einer Sehnenansatzentzündung eingesetzt, es werden jedoch auch Zweifel an der Wirksamkeit dieser Methode geäußert. Am Handgelenk dient ein Schutzverband gegen Zerrungen bei Unter- oder Seitgriffen.